# Liste des centrales électriques en Angola
Cette page répertorie les centrales électriques en Angola.  

## Préambule
En 2015, l'Angola produisait un peu moins de 10 TWh d'électricité. Le niveau de consommation par habitant est faible, et seulement 30 % de la population a accès à l'électricité.
La production est partagée entre l'hydroélectricité et les centrales thermiques fonctionnant au pétrole.

## Liste de centrales par type d'énergie

### Turbines à gaz
| Station | Localité | Coordonnées      | Puissance (MW) | Mise en service | Réf.            |
| ------- | -------- | ---------------- | -------------- | --------------- | --------------- |
| Luanda  |          | -8.8148, 13.3077 | 148            | 1979            | .               |
| Soyo    |          |                  | 750            |                 | en construction |

### Hydro-électrique
| Centrale                             | Coordonnées                                  | Puissance (MW) | Mise en service          | Cours d'eau    | Réf. |
| ------------------------------------ | -------------------------------------------- | -------------- | ------------------------ | -------------- | ---- |
| Barrage de Laúca                     | 09°44′34″S 15°07′32″E / 9.74278°S 15.12556°E | 2 069,5        | En construction          | Rivière Kwanza |      |
| Centrale hydroélectrique de Cambambe | 09°45′08″S 14°28′52″E / 9.75222°S 14.48111°E | 960            | En construction          | Rivière Kwanza |      |
| Barrage de Capanda                   | 09°47′41″S 15°27′59″E / 9.79472°S 15.46639°E | 520            | 2004                     | Rivière Kwanza | .    |
| Centrale électrique de Matala        |                                              | 40             | En construction          |                |      |
| Barrage de Caculo-Cabaca             |                                              | 2 172          | En construction (2022) ) | Rivière Kwanza |      |
| Baynes                               |                                              | 400            | En construction (2024) ) |                |      |